# Brug 690
Brug 690 is een vaste brug in Amsterdam Nieuw-West.
Het is een brug over een noord-zuidliggende duiker in de Vlaardingenlaan, die van oost naar west loopt. Die duiker is gelegen in de oostelijke gracht parallel lopend aan het dijklichaam van de Ringspoorbaan. De spoorlijn werd geopend in 1986; in 1997 werd het metrostation Henk Sneevlietweg in gebruik genomen.
De brug stamt uit het jaar 1960 en lijkt op andere bruggen in deze buurt. Ze is ontworpen door Dick Slebos werkend voor de afdeling bruggen van de Dienst der Publeiek Werken. Al die bruggen hebben hetzelfde uiterlijk, waarbij de balustrade van de brug tevens een soort afdak vormt over het onderliggende water heen. In de waterkant van de balustrades zijn bovendien reliëfs (verticale uitsparingen) aangebracht.
<<< · 600 · 601 · 602 · 603 · 604 · 605 · 606 · 607 · 608 · 609 · 610 · 611 · 612 · 613 · 614 · 615 · 616 · 617 · 618 · 619 · 620 · 621 · 622 · 623 · 624 · 626 · 627 · 628 · 629 · 630 · 631 · 632 · 633 · 634 · 635 · 636 · 637 · 638 · 639 · 643 · 651 · 652 · 653 · 655 · 656 · 657 · 658 · 659 · 660 · 661 · 662 · 663 · 664 · 665 · 666 · 667 · 668 · 669 · 670 · 671 · 673 · 674 · 675 · 676 · 677 · 678 · 679 · 681 · 682 · 683 · 684 · 685 · 687 · 688 · 689 · 690 · 691 · 692 · 695 · 696 · 699 · >>>
Verdwenen brugnummers: 625 (afgebroken brug Sam van Houtenstraat), 640, 644, 645, 646, 647, 648, 650, 672 (duiker Cornelis Lelylaan, Rembrandtpark), 694, 698.
Nooit gebouwd: 649, 680 (nooit gebouwde brug Sloterplas).
Brugnummers 641, 642, 654, 686, 693, 694 en 697 zijn onbekend.